# Literatura caballeresca española
La literatura caballeresca española se compone por el conjunto de libros escritos entre los siglos XVI y XVII en España. Estos libros narran las aventuras, hazañas y amores de caballeros andantes.
En España estos libros fueron un fenómeno literario y fueron tantas las historias que contaban las aventuras de un mismo cabello y sus descendientes, lo que dio paso a ciclos de familias, como el ciclo del Amadís de Gaula o el ciclo de Palmerín de Olivia por mencionar dos importantes. 

Las narraciones describen héroes que habitan mundos que no se ubican en una geografía ni un tiempo real, y donde la maravilla se presenta como parte de lo cotidiano para el héroe. La misión del caballero es enfrentarse a seres fantásticos para demostrar su valentía, su condición como elegido de un destino grandioso, ocupar un estatus que le ha sido negado o salvar a una princesa.
Las obras originales españolas publicadas en los Siglos de Oro fueron creadas a partir del modelo establecido por Amadís de Gaula, deudor a su vez de una larga progenie que comienza en los romans artúricos del poeta francés Chrétien de Troyes (finales del siglo XII), que fue uno de los primeros poetas que escribió romances en versos pareados sobre el semilengendario rey Arturo de Inglaterra y sus nobles caballeros.
Previo a la aparición del Amadís de Gaula existen obras que se consideran precursoras de este género: Gran conquista de ultramar, Libro del caballero Zifar y Tirant lo Blanc, son escritos que presentan aspectos que después se repetirán en las novelas de caballería como la aparición de la figura del caballero medieval, el enaltecimiento de la figura de un héroe de atributos nobles, y la relación con el ciclo artúrico representado en la lírica francesa. 